# Tetirka
Tetirka (ukr. Тетірка, rus. Тетерка, pol. hist. Teterka), wieś na Ukrainie, w rejonie pulińskim obwodu żytomierskiego.
Pod koniec XIX w. wieś w guberni wołyńskiej, w powiecie nowogradwołyński, w gminie Kurne. Parafia prawosławna również znajdowała się we wsi Kurne.